# Šácholan viržinský
Šácholan viržinský (Magnolia virginiana), též nazývaný magnólie viržinská, je opadavý až stálezelený keř či strom z čeledi šácholanovitých. Pochází z jihovýchodních oblastí USA a vyznačuje se tuhými kožovitými listy. V Česku je zřídka pěstován v teplých oblastech jako okrasná dřevina.

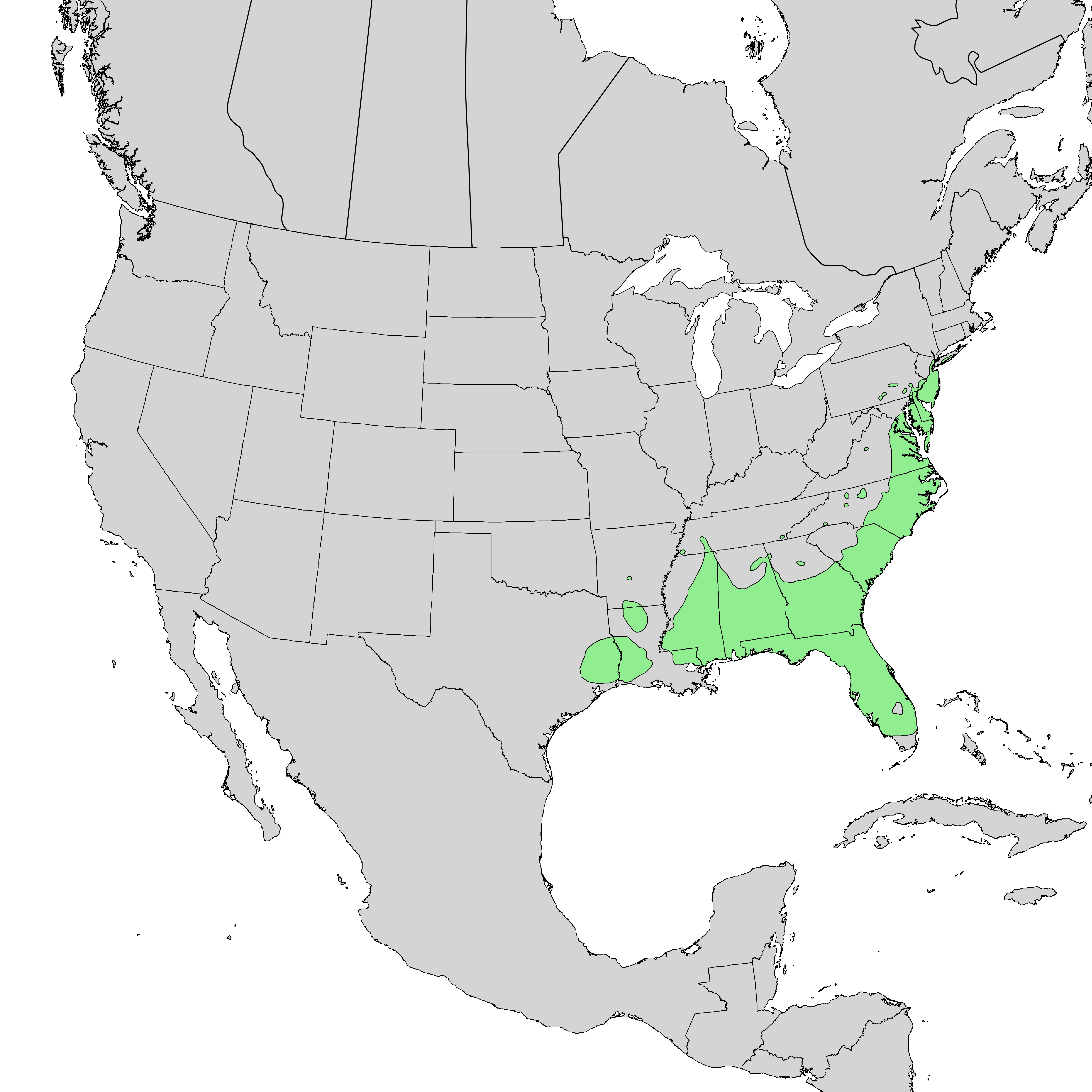
Mapa rozšíření šácholanu viržinského

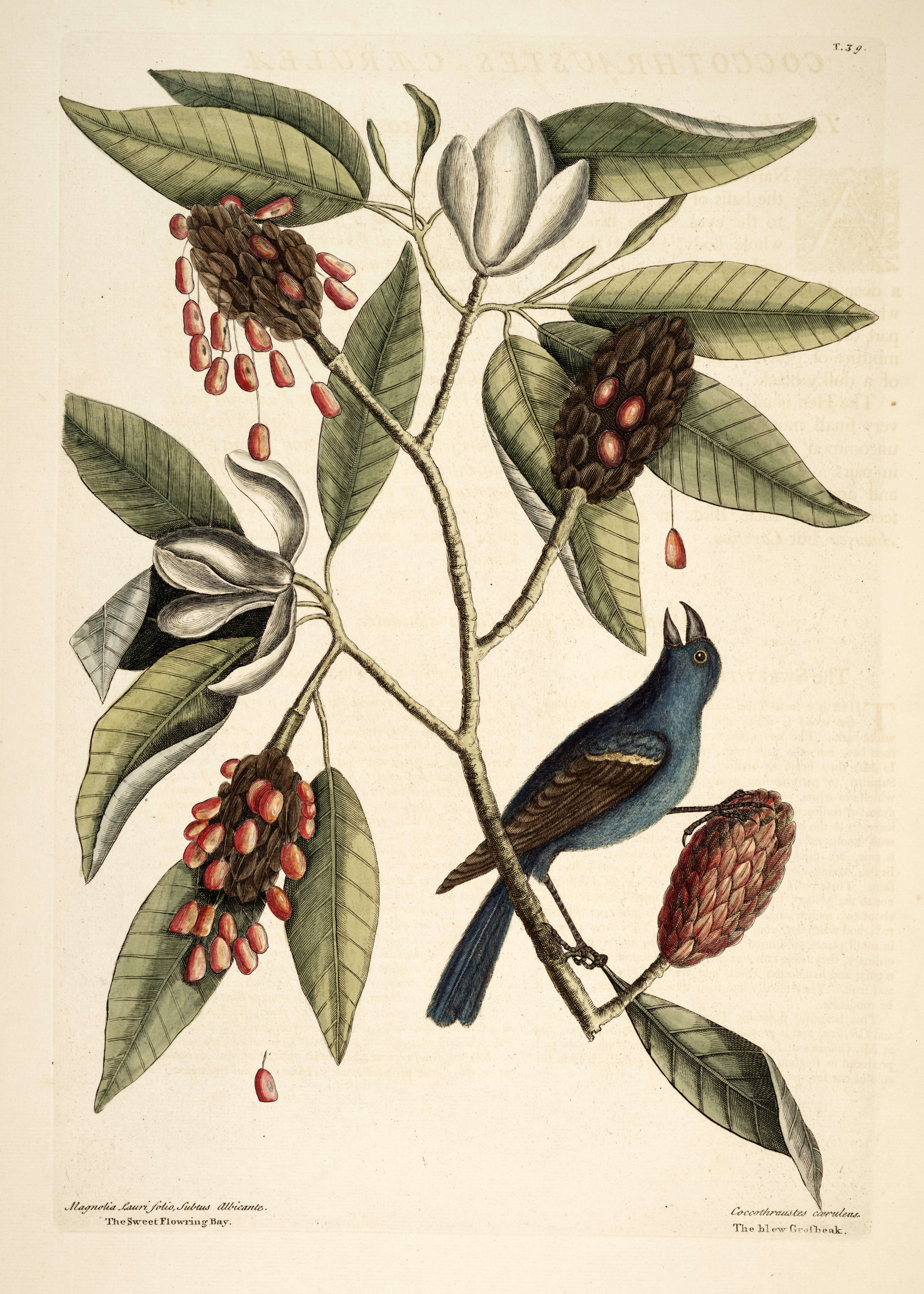
Kresba šácholanu viržinského z roku 1731

## Charakteristika
Šácholan viržinský je opadavý, poloopadavý nebo stálezelený keř až malý strom dorůstající obvykle výšky 2 až 9 metrů, výjimečně až přes 20 metrů. Borka je tmavě šedá, hladká. Letorosty jsou tenké, hedvábitě chlupaté až lysé. Listy jsou zřetelně střídavé a nejsou nahloučené na koncích větví. Listy jsou kožovité a poněkud tuhé, podlouhlé, eliptické, vejčité nebo obvejčité, s 6 až 22 cm dlouhou a 2,6 až 7 cm širokou čepelí, na bázi klínovité, na vrcholu špičaté až tupé. Listy jsou na líci zelené a lesklé, na rubu nasivělé, v mládí hedvábitě chlupaté, později olysávající. Řapíky jsou 1 až 2 cm dlouhé. Květy jsou bílé, vonné, 5 až 8 cm široké, polokulovité. Okvětí je složeno ze 12 až 15 okvětních plátků, 3 vnější plátky jsou kratší a odstálé. Tyčinky jsou 5,5 až 11 mm dlouhé, s bílými nitkami. Kvete v červnu až červenci, po olistění. Souplodí jsou tmavě červená, elipsoidní, 4 až 5 cm dlouhá. Měchýřky jsou oválné až téměř kulovité, s krátkým zobánkem, lysé. Semena jsou asi 5 mm dlouhá, obalená tmavě červeným míškem.

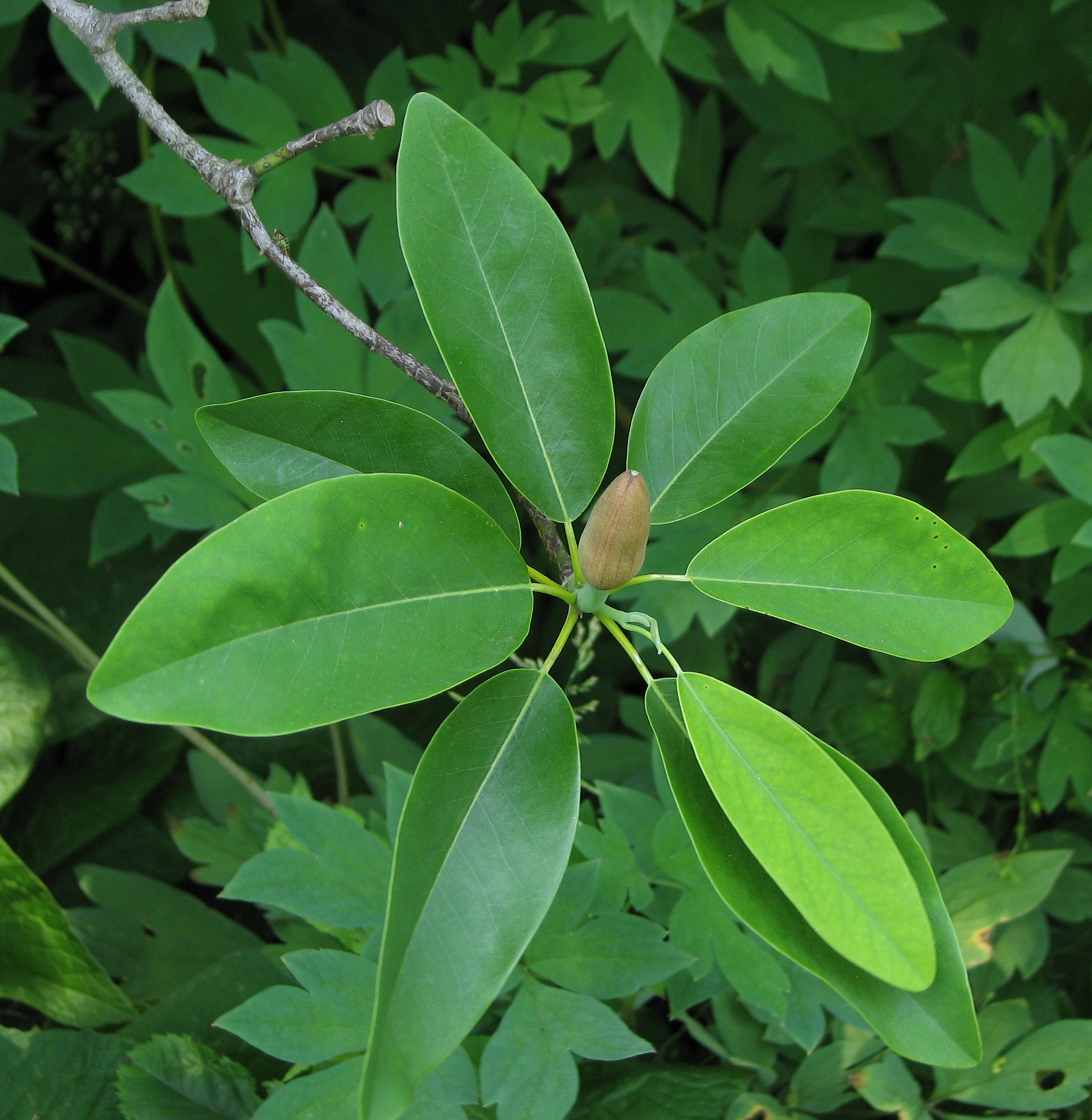
Větev šácholanu viržinského s poupětem
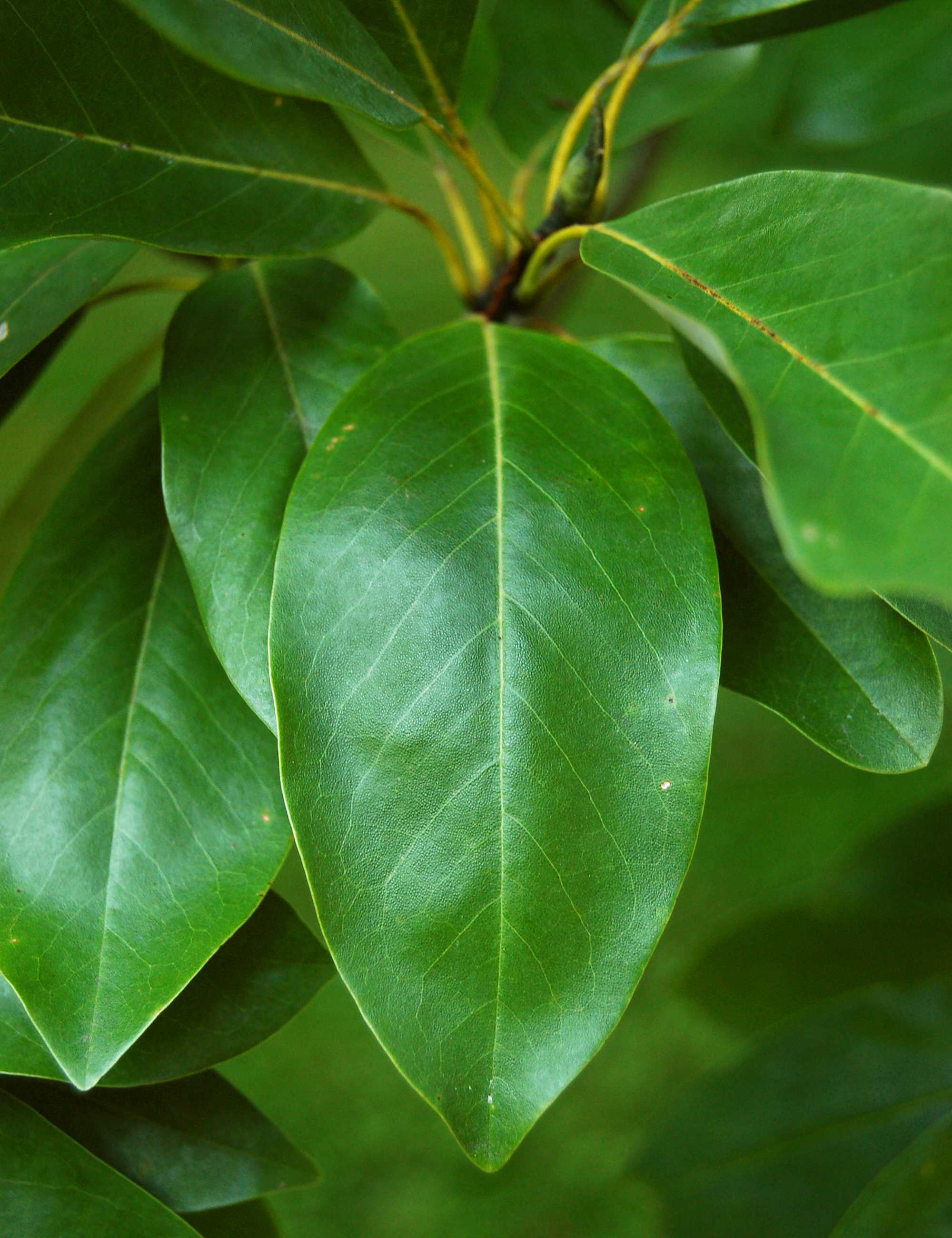
List šácholanu viržinského
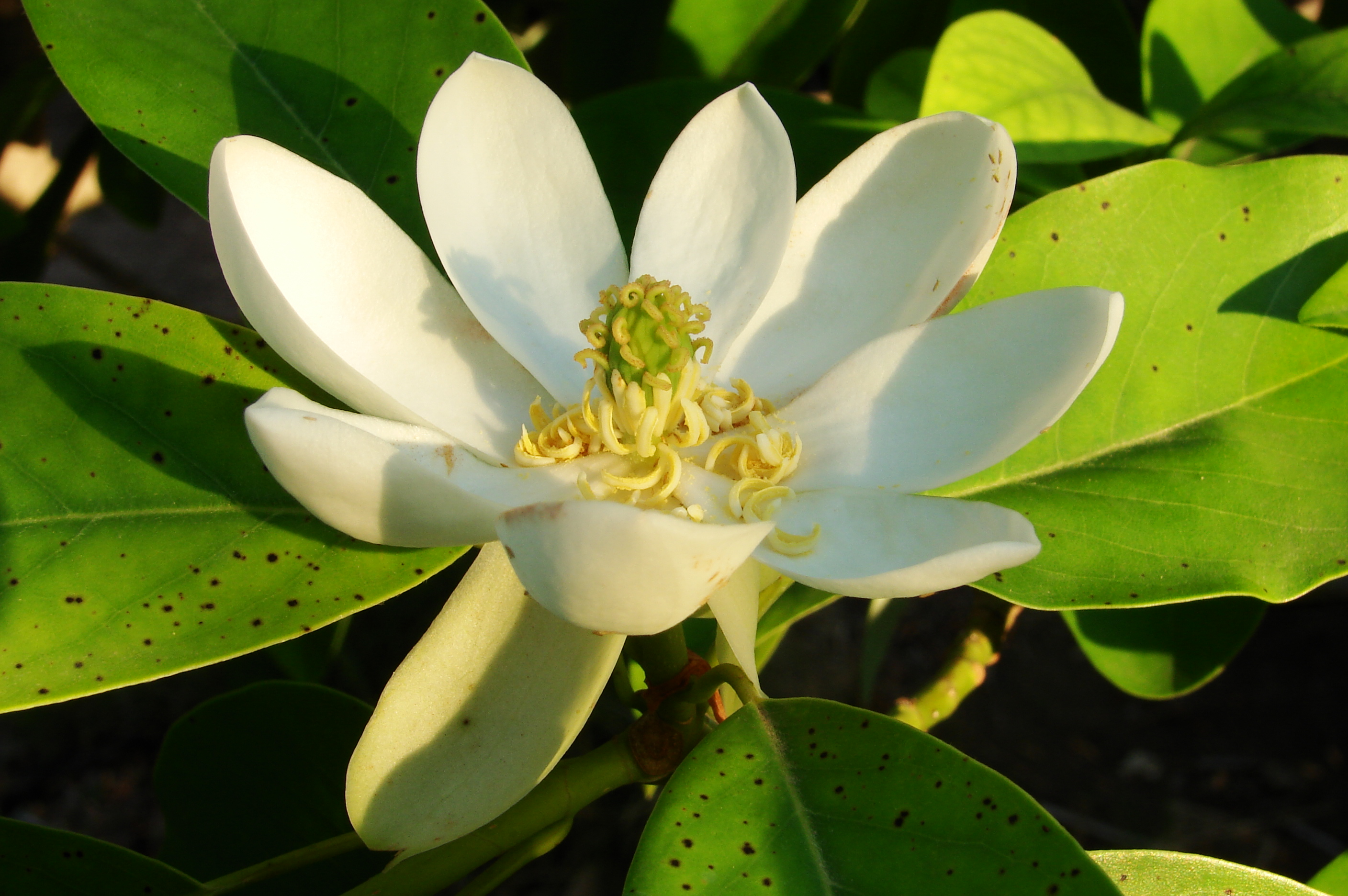
Květ šácholanu viržinského
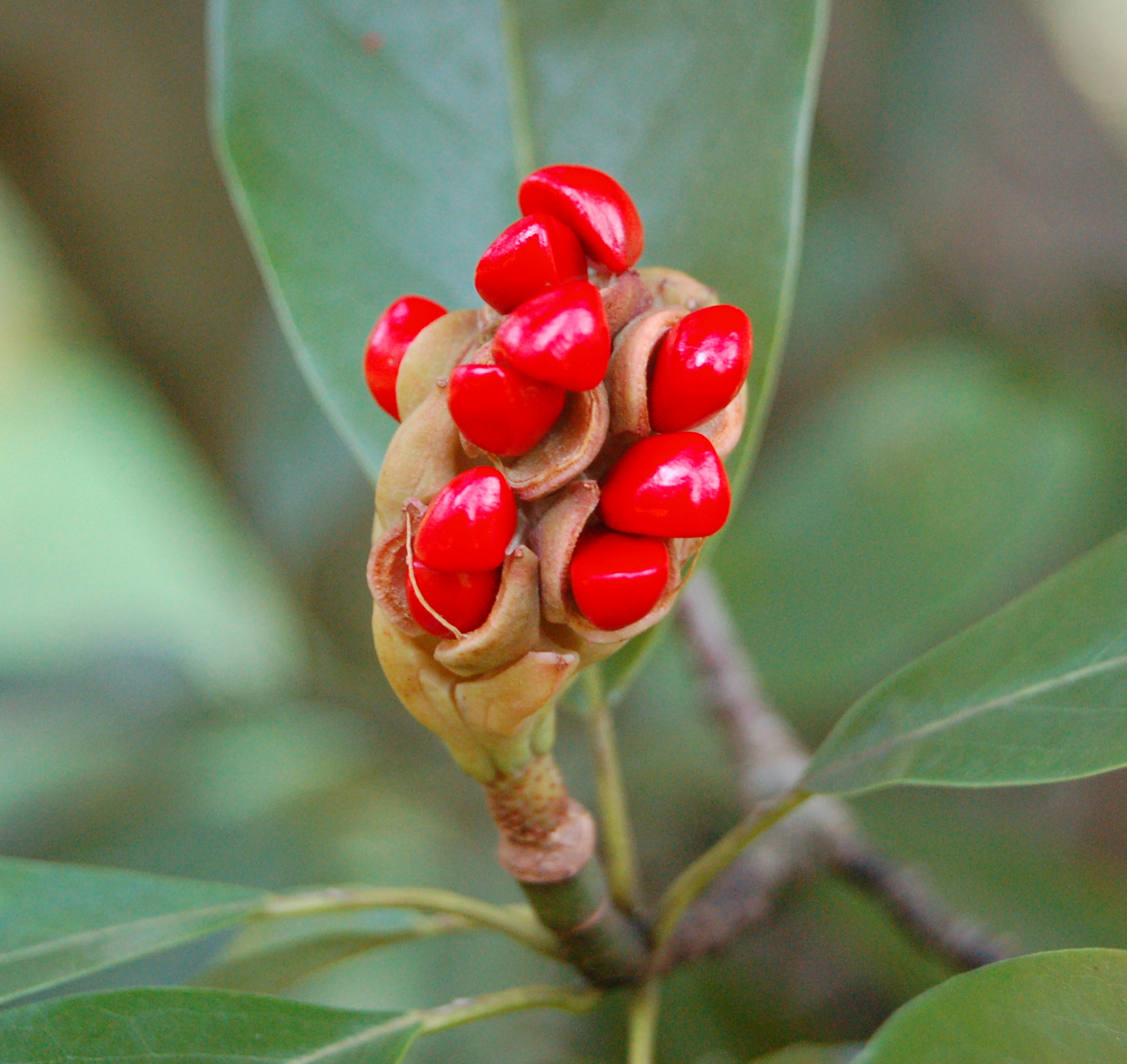
Souplodí s jasně červenými semeny

## Rozšíření
Šácholan viržinský je rozšířen ve východních a jihovýchodních oblastech USA. Roste na bažinách a v bažinatých lesích, v zálivech a na savanách v nadmořských výškách do 540 metrů.

## Taxonomie
V současné klasifikaci rodu Magnolia je šácholan viržinský řazen podobně jako známější šácholan velkokvětý (Magnolia grandiflora) do podrodu Magnolia a sekce Magnolia.
Šácholan viržinský se v Severní Americe vyskytuje ve dvou formách, které byly některými autory klasifikovány jako variety nebo i poddruhy. V severní části areálu bývá opadavý a často vícekmenný, zatímco jižní forma je stálezelená a obyčejně s jediným hlavním kmenem. V místě překryvu obou populací existují plynulé přechodové formy, které není možno jasně morfologicky ani geograficky vymezit.

## Kříženci
Kříženec šácholanu viržinského se šácholanem tříplátečným, nazvaný Magnolia x thompsoniana, byl vůbec prvním známým křížencem magnólií. Vznikl v Anglii. V roce 1838 byl popsán jako nová varieta šácholanu viržinského (Magnolia virginiana var. thompsoniana) a teprve později, v roce 1876, popsán jako kříženec nazvaný Magnolia x thompsoniana. Později byly při pokusném opylení získány další podobné rostliny. V roce 1931 byl získán nový hybrid opylením šácholanu viržinského pylem z šácholanu velkokvětého (Magnolia grandiflora). Tento kříženec nemá botanické jméno a označuje se Magnolia virginiana x M. grandiflora, případně pouze jmény kultivarů. Existují také kříženci se šácholanem obvejčitým (Magnolia obovata, syn. Magnolia hypoleuca).

## Zajímavosti
Šácholan viržinský byl první druh šácholanu přivezený do Evropy, a sice roku 1688 do Anglie. Největší exemplář tohoto druhu je znám z okresu Union v Arkansasu. Je 28 metrů vysoký a jeho kmen měří v průměru 1,4 metru.

## Význam
Domorodá indiáni z kmenů Houma a Rappahannock používali odvar z listů, větévek a kůry při ošetřování nachlazení, k prohřátí krve a jako halucinogen. V Česku je šácholan viržinský zřídka pěstován v teplých oblastech jako okrasná dřevina. Je vysazen v Dendrologické zahradě v Průhonicích, v Pražské botanické zahradě v Tróji a v Arboretu Žampach.